# Kiełbasa bydgoska
Kiełbasa bydgoska – wędzona cienka surowa kiełbasa wieprzowa, występująca w postaci produktu nietrwałego.
Zasadnicze składniki to mięso wieprzowe, sól i przyprawy. Wędzona w zimnym dymie kiełbasa charakteryzuje się dużą zawartością mięsa, bo aż od 95% do 98%.